# Phasia nigromaculata
Phasia nigromaculata är en tvåvingeart som beskrevs av Sun 2003. Phasia nigromaculata ingår i släktet Phasia och familjen parasitflugor. Inga underarter finns listade i Catalogue of Life.